# Pietro Bonanno
Pietro Bonanno (Palermo, 16 december 1863 – aldaar, 12 februari 1905) was een jurist en politicus in het koninkrijk Italië.

## Levensloop
Bonanno studeerde rechten aan de universiteit van Palermo. 
De jonge jurist begon zijn carrière als wethouder van politie en werd nadien wethouder van openbare werken van de stad Palermo. In deze laatste functie ontplooide hij urbanisatieplannen. Hij liet een koetsweg aanleggen op de Monte Pellegrino, voerde sanitaire werken uit in de districten Conceria, Stazzone en Sant’Antonio en bestelde studies om lanen aan te leggen. Hij voltooide de restauratie van het Teatro Massimo. Bonanno lanceerde ook een sociaal programma voor de stad, waarin hij de bouw van een ziekenhuis en openbaar zwembad plande, alsook het opzetten van warme schoolmaaltijden.
Vanaf 1892 combineerde hij het wethouderschap met een zitje in de Kamer van Afgevaardigden in Rome. Hij werd vijfmaal verkozen in het parlement en bleef afgevaardigde voor de rest van zijn leven.
In december 1903 werd Bonanno aangesteld tot burgemeester van Palermo. Wettelijk kon hij de titel van burgemeester niet opnemen omdat hij parlementslid bleef. Vandaar droeg Bonanno de titel van ‘prosindaco’ of ‘waarnemend burgemeester’.
Hij stierf in 1905. Het stadspark Villa Bonanno, een van zijn laatste plannen voor stadsverfraaiing, heeft hij niet kunnen afwerken. Dit stadspark werd postuum naar hem genoemd. Bonanno werd begraven op het kerkhof Santa Maria dei Rotoli, de grootste begraafplaats van Palermo. De Palermitanen gaven hem de bijnaam ‘burgemeester van de veranderingen’.